# Яблонове (Жилінський край)
Яблонове — (словац. Jablonové), село (обец) в складі Окресу Битча розташоване в Жилінському краї Словаччини. Перша згадка про село датована 1268 роком.
Обец Яблонове розташований в історичному регіоні Словаччини — Стажовських гір (Strážovských vrchoch) в їх південно-західній частині орієнтовне розташування — супутникові знімки. Обец розтягнувся по всій долині Граднянського потоку й займає площу в 423 гектари з 864 мешканцями. Розміщений орієнтовно на висоті в 340 метрів над рівнем моря, відоме своїми природними, рекреаційними ресурсами, а також рудним кар'єром на східній околиці сільських угідь. В селі розташована історична пам'ятка — дзвіниця кінця ΧΙΧ століття.
Протікає річка Граднянка.

## Населення
| Рік:            | 1994. | 2004.   | 2014.   | 2024.   |
| --------------- | ----- | ------- | ------- | ------- |
| Кількість осіб: | 824   | 864     | 878     | 895     |
| Різниця:        |       | +4,85 % | +1,62 % | +1,93 % |

| Рік:            | 2023. | 2024.   |
| --------------- | ----- | ------- |
| Кількість осіб: | 885   | 895     |
| Різниця:        |       | +1,12 % |